# I. e. 588
Évszázadok: i. e. 7. század – i. e. 6. század – i. e. 5. század
Évtizedek: i. e. 630-as évek – i. e. 620-as évek – i. e. 610-es évek – i. e. 600-as évek – i. e. 590-es évek – i. e. 580-as évek – i. e. 570-es évek – i. e. 560-as évek – i. e. 550-es évek – i. e. 540-es évek – i. e. 530-as évek
Évek: i. e. 593 – i. e. 592 – i. e. 591 – i. e. 590 –  i. e. 589 – i. e. 588 – i. e. 587 – i. e. 586 – i. e. 585 – i. e. 584 – i. e. 583

## Események

### Európa
- Az illíriai Apollónia alapításának hagyományosan számon tartott dátuma (valójában az i. e. 7. század végére tehető a városalapítás).[1]
- Delphoi csatlakozik az amphiktüoniához
- Az amphiktüonia az első szent háború során lerombolja Kriszát, a kriszaiak a hegyekbe vonulnak.
- A 48. olümpiai játékok

### Közel-Kelet
- II. Nabú-kudurri-uszur Jeruzsálemet ostromolja és a következő évben beveszi azt.